# アンドレアス・ペーター・フォン・ベルンシュトルフ
アンドレアス・ペーター・フォン・ベルンシュトルフ伯爵（デンマーク語: Andreas Peter greve von Bernstorff、1735年8月28日 - 1797年6月21日）は、デンマーク＝ノルウェーの外交官で、同国の外相を務めた。人権と政治権利を守ったと評価された。

## 初期の経歴
1735年8月28日、ハノーファーで生まれた。伯父のヨハン・ハルトヴィヒ・エルンスト・フォン・ベルンシュトルフに才能を見出され、ドイツやスイスの大学に入学させ、イタリア、フランス、イングランド、オランダへの旅行に行かせて政治家となるための経験を貯めた。大学時期と旅行中に詩人のクリスティアン・ゲレルトやヨハン・ゲオルク・ヤコビ、政治家のエティエンヌ・フランソワ・ド・ショワズール公爵、統計学者のゴットフリート・アッヘンヴァルと知り合いになった。ヨーロッパ旅行の後、伯父の望みに従ってハノーファー政界に入らずデンマーク政界に入り、最初は廷臣になり、1760年以降は外交と財政の官僚になった。政治家としての出世は緩やかだが着実であり、1760年代中は有能だが抜きんでてはいない、伯父と近しい官僚という役割に甘んじた。1767年に伯爵に叙され、1769年に枢密顧問官に任命された。1770年から1771年までのヨハン・フリードリヒ・ストルーエンセの治世では伯父とともに罷免されていたが、すぐにオーヴェ・フーイ＝グルベアによって呼び戻された。ベルンシュトルフは最初は財政と経済の部門で働き、特に農業に興味を持った。彼が導入した農業の改進は一部では次の世代での農業改革の先駆ともいえる。
1773年4月、ベルンシュトルフは外務大臣に就任した。彼は最初に1773年6月1日（グレゴリオ暦）のツァールスコエ・セロー条約でロマノフ家との領土交換を行い、ゴットルプ家との領土紛争を決定的に解決した。8月12日には（伯父の時代より交渉が進んでいた）ロシアとの同盟を締結した。彼はスウェーデンを「デンマーク＝ノルウェーの最も活動的で和解が不可能な敵」として、フランス王国をスウェーデンの同盟国としてみており、それが理由となって親露派になり、フランスの敵国であるグレートブリテン王国との紛争を回避した。強情な性格と政争により、彼はデンマーク政府内に多くの敵を作った。アメリカ独立戦争という難局においては「活動的な中立」を望んだが、1779年にスペイン王国がイギリスに宣戦布告すると、ベルンシュトルフのイギリスへの同情が強まり、彼は同年冬にイギリス、ロシア、デンマーク＝ノルウェーの三国同盟を結成してフランスに講和を迫ろうとした。しかし、ロシアが拒否すると、王太子フレデリクがその策が危険すぎるとして却下した。1780年にはロシアとスウェーデンと第一次武装中立同盟（7月9日）を締結する一方でイギリスと特別協定（7月4日）を交わして貿易を確保するという外交的勝利を果たしたが、ロシアが（一時的ながらも）イギリスとの協定に強い不満をもったことがベルンシュトルフの政敵に利用され、1780年11月13日に罷免される結果となった。
1780年から1784年まで、ベルンシュトルフはメクレンブルクの領地に戻り、政局を静観したが、コペンハーゲンの商人の間では支持され続け、彼自身も野心を諦めていなかった。彼は初期から王太子フレデリクと連絡を持ち、反グルベア陰謀に加担した。1784年のクーデターで王太子フレデリクが摂政になり、グルベアが罷免されたときもそれを支持した。

## 外相として
1784年4月、ベルンシュトルフは再び外務大臣に任命された。この出来事はベルンシュトルフの政治経歴における黄金期を示し、彼は1797年に死去するまで実質的にはデンマークの首相であり、1788年から1789年にかけては短期間内相も務めた。
スカンディナヴィアの外交では親露派でありながら慎重な政策を採用、スウェーデンとの紛争を回避した。1788年から1790年までの第一次ロシア・スウェーデン戦争ではロシアとの同盟に従い1788年に一時参戦したが、戦闘のないまま離脱して、イギリスとプロイセン王国への刺激を回避することに成功した。その後はロシアとの同盟を緩めてスウェーデンとの関係を改善しようとし、1794年3月17日にスウェーデンと中立条約を締結した。
同時期の課題にはフランス革命とそれを起因とするフランス革命戦争がある。ベルンシュトルフは厳正中立を崩さず、デンマークの貿易を守るために大国の間で均衡を維持した。彼は国際法を守りつつ挑発を避け、フランスとイギリスとも紛争があったもの柔軟に対応してデンマーク商人の利益を守った。彼はフランスへの介入も護送船団の派遣も拒否して、諸国からの尊重を勝ち取った。
このようにして、ベルンシュトルフの外交政策は成功を収めたが、彼は1797年6月21日に死去した。ベルンシュトルフの死去はデンマーク国内で惨禍として受け入れられた。

### 国内政策
ベルンシュトルフは外交担当だったが、主導的な役割を果たしたため、内政にも影響を与えた。彼は早くから独立小作農と農業改革（1788年の土地緊縛法廃止）、そして1790年代の改革を支持しており、デンマーク絶対主義者でありながら自由主義の傾向も示し、彼が影響力を保った時期は報道の自由が比較的に保たれていた。文化については興味を持ったものの大きな影響を与えるには至らなかった。

## 家族
ベルンシュトルフは2度結婚した。妻は2人とも作家のクリスティアン・ツー・シュトルベルク＝シュトルベルクとフリードリヒ・レオポルト・ツー・シュトルベルク＝シュトルベルクの姉妹だった。ベルンシュトルフは合計で7男3女をもうけ、うち息子のクリスティアン・ギュンターとヨアヒム・フリードリヒはウィーン会議でデンマーク代表を務め、クリスティアン・ギュンターは1815年にウィーン駐在デンマーク大使にも任命された。

## 命名
グリーンランドの東側海岸にあるベアンストーフ・フィヨルドはアンドレアス・ペーター・フォン・ベルンシュトルフを記念して名付けられた。

## 関連図書
- Karl Lorentzen (1875). "Bernstorff, Andreas Graf von". Allgemeine Deutsche Biographie (ドイツ語). Vol. 2. Leipzig: Duncker & Humblot. pp. 488–494.
- Hermann Kellenbenz: Bernstorff, Andreas Peter Graf von. In: Neue Deutsche Biographie (NDB). Band 2, Duncker & Humblot, Berlin 1955, ISBN 3-428-00183-4, S. 138 f. (電子テキスト版).
- Dansk Biografisk Leksikon, vol. 2., 1980.